# Естонська православна церква Московського патріархату
Есто́нська правосла́вна це́рква Моско́вського патріарха́ту (ест. Moskva Patriarhaadi Eesti Õigeusu Kirik, рос. Эстонская православная церковь Московского патриархата; також Православна церква Есто́нії) — самоврядна східно-православна церква у складі Московського патріархату в Естонській Республіці. Отримала автономію 10 травня 1920 року постановою Московського патріарха Тихона, Священного Синоду та Вищої церковної ради Московського патріархату. Використовує у своїй літургії візантійський обряд, новомосковський ізвод церковнослов'янської, естонську мову, юліанський календар, вона є частиною Східного християнства.
Юрисдикція ЕПЦ МП на території Естонії обмежена канонічною територією Естонської апостольсько-православної цекрви, яка 1923 року відновила канонічну підлеглість Вселенського патріархату Константинополя. До обох Церков належать головним чином представники російської, білоруської й української етнічних меншин, а також частина естонців. Натомість домінуючим віровизнанням в Естонії є простентантизм (лютеранство).
Ця церква нараховує приблизно 150 000 вірних у 38 парафіях і є найбільшою східною православною церквою в Естонії. Предстоятелем церкви є митрополит Євген (Решетніков).

## Історія
Про історію церкви в цьому регіони мало відомо до XVII-XVIII століть, коли багато старообрядців втекли туди з Московії, щоб уникнути літургійних реформ, запроваджених Московським патріархом Никоном.
У XVIII-XIX століттях Естонія була частиною імператорської Російської імперії, завойована імператором Петром I. Значна кількість естонських селян прийняла східне православ'я з (нездійсненою) надією отримати землю, і було побудовано численні східно-православні церкви. У 1850 р. Ризька єпархія (у Латвії) була заснована Московським патріархатом, і багато естонських православних віруючих були включені. Наприкінці XIX століття почалася хвиля зросійщення Естонії, підтримана російською ієрархією, але не місцевим естонським духовенством. Катедральний собор Св. Олександра Невського в Таллінні та Пухтицький жіночий монастир (Пухтіца) у Куремяе у Східній Естонії також були побудовані приблизно в цей час.
У 1917 р. перший естонець, Платон (Павло Кульбуш), був висвячений на єпископа Ризького і вікарія Таллінна.
Після проголошення Естонської Республіки в 1918 році Патріарх Московський святий Тихон у 1920 році визнав автномію Естонської православної церкви. Архієпископ Олександр Паулюс був обраний і рукоположений главою естонської церкви. Незабаром після цього естонська церква втратила зв'язок з Москвою через інтенсивні релігійні переслідування Московського патріархату з боку нового ленінського режиму. У вересні 1922 р. Собор Естонської Апостольської Православної Церкви ухвалив рішення звернутися до Вселенського Патріарха Мелетія IV (Метаксакіса) з клопотанням про прийняття Естонської православної церкви під юрисдикцію Вселенського патріархату Константинополя та проголошення її автокефальною. Пізніше Митрополит Талліннський і всієї Естонії Олександр написав, що це було зроблено під сильним тиском держави. 7 липня 1923 р. в Константинополі Мелетіос Метаксакіс представив Томос про прийняття Естонської православної церкви під юрисдикцією Вселенського патріархату як окрему церковна автономію «Естонська православна митрополія».
За пропозицією Вселенського патріархату Естонія була поділена на три єпархії — Талліннську, Нарвську та Печерську. Головою Нарвської катедри став Євсевій (Дроздов). Іван (Булін), випускник Петербурзької духовної академії, став єпископом Печерським у 1926 р. Він очолював єпархію до 1932 р. і залишив її через розбіжності щодо властивостей Псковсько-Печерського монастиря. Єпископ Іван провів кілька років у Югославії і наприкінці 1930-х років повернувся до Естонії. Він активно підтримував повернення Естонської православної церкви під юрисдикцію Московського патріархату. 18 жовтня 1940 року єпископ Іван був заарештований органами НКВС у Печерах, звинувачений у антирадянській агітації та пропаганді і був страчений 30 липня 1941 року в Ленінграді.
До 1941 року п'яту частину всього естонського населення (яке було переважно лютеранським з часів Реформації на початку XVI століття, коли країна контролювалася Тевтонським орденом) складали православні християни в складі Вселенського патріархату Константиполя. В Естонії було 158 парафій, а в естонській церкві — 183 священнослужителів. Була також катедра православ'я на теологічному факультеті Тартуського університету. У Петцерах існував Псково-Печорський монастир, два жіночі монастирі в Нарві та Куремяе, пріорський у Таллінні та семінарія у Петцерах. Стародавній монастир у Петцерах був збережений від масового руйнування церкви, що відбувалися в Радянській Росії.

### Радянська окупація
У 1940 році Естонія стала складовою республікою Радянського Союзу, уряд якої здійснив загальну програму розпаду всієї церковної незалежности на її території. З 1942 по 1944 роки автономія під Константинополем була тимчасово відроджена. У 1945 році представник Московського патріархату звільнив членів синоду ЕПЦ, які залишилися в Естонії, і створив нову організацію — Єпархіальну раду. Таким чином, православні віруючі в Естонській Радянській Соціалістичній Республіці були підпорядковані єпархії в складі Московського патріархату.
Незабаром після нападу нацистської Німеччини на Радянський Союз митрополит Олександр заявив про розпад з Москвою та возз'єднання з Вселенським патріархатом Константинополя. Єпископ Нарвський Павло залишився вірним Московському патріархату. Під час їх окупації німці не заважали митрополиту Олександру вести життя своїх парафій, а єпископу Павлу — керувати російською єпархією в Нарві та багатьма іншими парафіями, вірними Московському патріархату.
Незадовго до того, як Радянська Армія увійшла до Таллінна, митрополит Олександр покинув Естонію, Синод Естонської Апостольської Православної Церкви звернувся до митрополита Ленінградського і Новгородського Олексія (Сіманського) з проханням відновити юрисдикцію Московського патріархату.
Безпосередньо перед другої радянської окупацієї в 1944 році та розпуском Естонського синоду предстоятель церкви митрополит Олександр вирушив у заслання разом з 21 священнослужителем та близько 8000 православних віруючих. Православна церква Естонії в еміграції та її синод у Швеції продовжували свою діяльність відповідно до канонічних статутів, аж до відновлення незалежности Естонії в 1991 р. Перед смертю у 1953 р. митрополит Олександр заснував свою громаду як екзархат при Константинополі. Більшість інших єпископів та духовенства, які залишилися, були заслані до Сибіру. У 1958 році в еміграції був заснований новий синод, а церква була організована зі Швеції.

### Відновлення незалежности

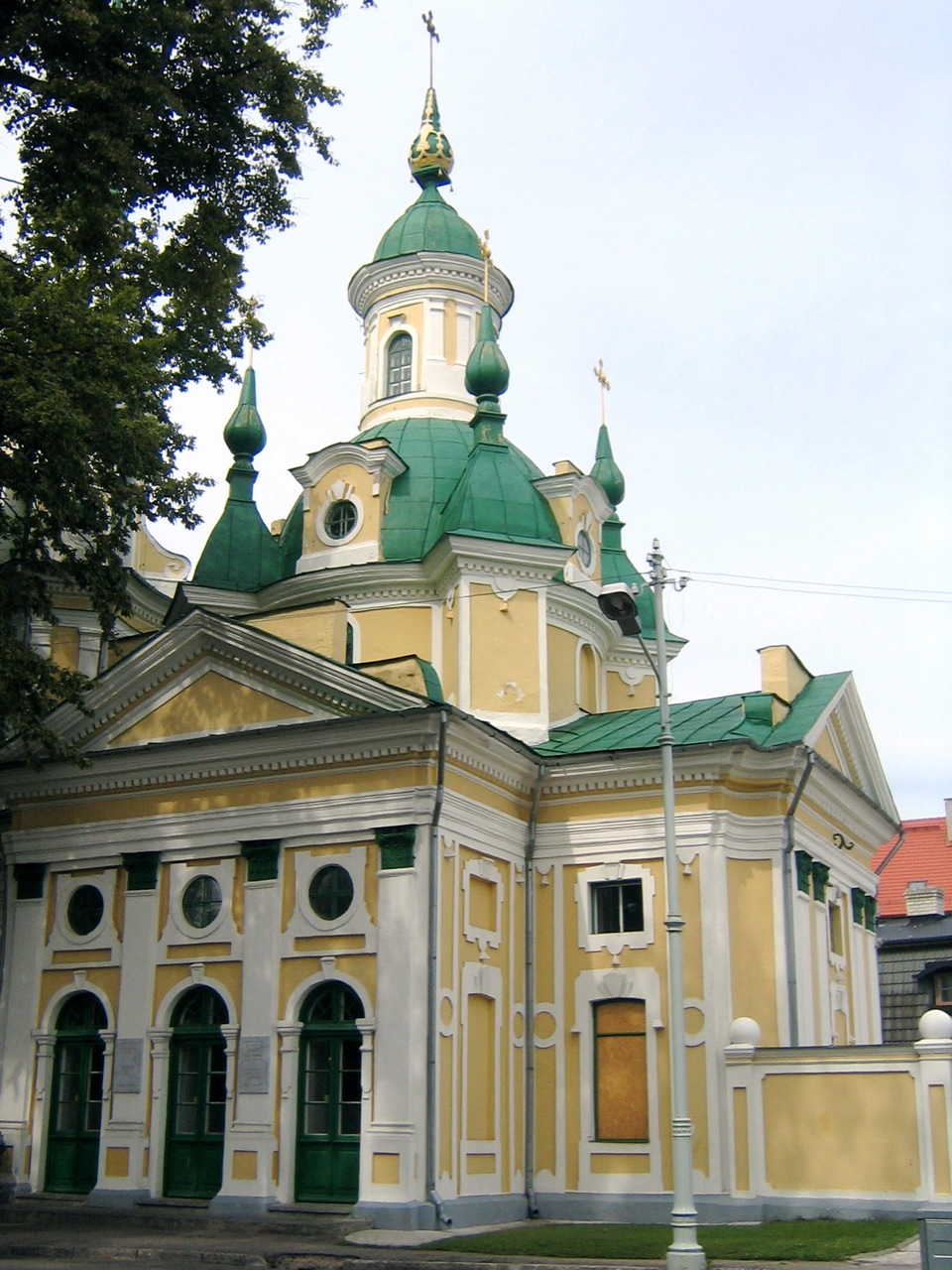
Церква Святої Катерини в Пярну

Після розпаду Радянського Союзу в православній громаді Естонії виник розкол між тими, хто бажав би залишитися під владою Московського патріархату, і тими, хто бажав повернутися під юрисдикцію Вселенського патріархату Константинополя, причому суперечки часто відбувалися за етнічною ознакою, багато росіян, які іммігрували до Естонії під час радянської окупації. Тривалі переговори між двома патріархатами не дали результату.
У 1993 році синод Естонської православної церкви в Еміграції був перереєстрований як автономна Православна Церква Естонії, а 20 лютого 1996 року Вселенський Патріарх Вартоломій I відновив томос, наданий у 1923 році, відновивши його канонічне підпорядкування Вселенському патріархату. Ця дія викликала негайний протест з боку естонського патріарха Московського патріархату Алексія II, який вважав його рідну Естонію частиною своєї канонічної території. Патріарх Московський у 1996 році на кілька місяців прибрав ім'я Вселенського патріарха з диптиху.
Делікатність церковної ситуації знову ж ускладнювалася тим, що Патріарх Московський і всієї Росії Алексій ІІ мав естонсько-німецьке походження і довгий час служив на приходах Таллінна. Отже, звільнення церковної Естонії від СССР та повернення до Вселенського патріархату переживалося особливо гостро самим Патріаром та його оточенням. «Естонське питання» навіть стало причиною тимчасового припинення канонічного спілкування між РПЦ та Вселенською патріархією. Однак і цей демарш церковної дипломатії Москви не приніс результату — ЕАПЦ залишається церквою, права якої не піддаються сумніву ані світовим православ'ям, ані владою Естонії.
Було досягнуто угоди, згідно з якою місцеві збори могли обирати, до якої юрисдикції належати. Православна громада в Естонії, яка становить близько 14 % від усього населення, залишається розділеною, більшість вірних (переважно етнічні росіяни) залишаються під Московським патріархатом. У звіті Державного департаменту США від листопада 2003 р. близько 20 000 віруючих (переважно етнічних естонців) у 60 парафіях є частиною автономної церкви, а 150 000 вірних у 31 парафіях разом із чернечою громадою Пюхтиця віддають традиційну вірність Москві.
6 листопада 2000 року архієпископ Корнелій став митрополитом Таллінна та всієї Естонії.
19 квітня 2018 року Митрополит Корнилій відправився у вічність.
У 2018 році архієпископ Євген (Решетніков) був обраний митрополитом Талліннським і всієї Естонії. Він розпочав свою роль предстоятеля Естонської православної церкви Московського патріархату 17 червня 2018 року.

## Структура

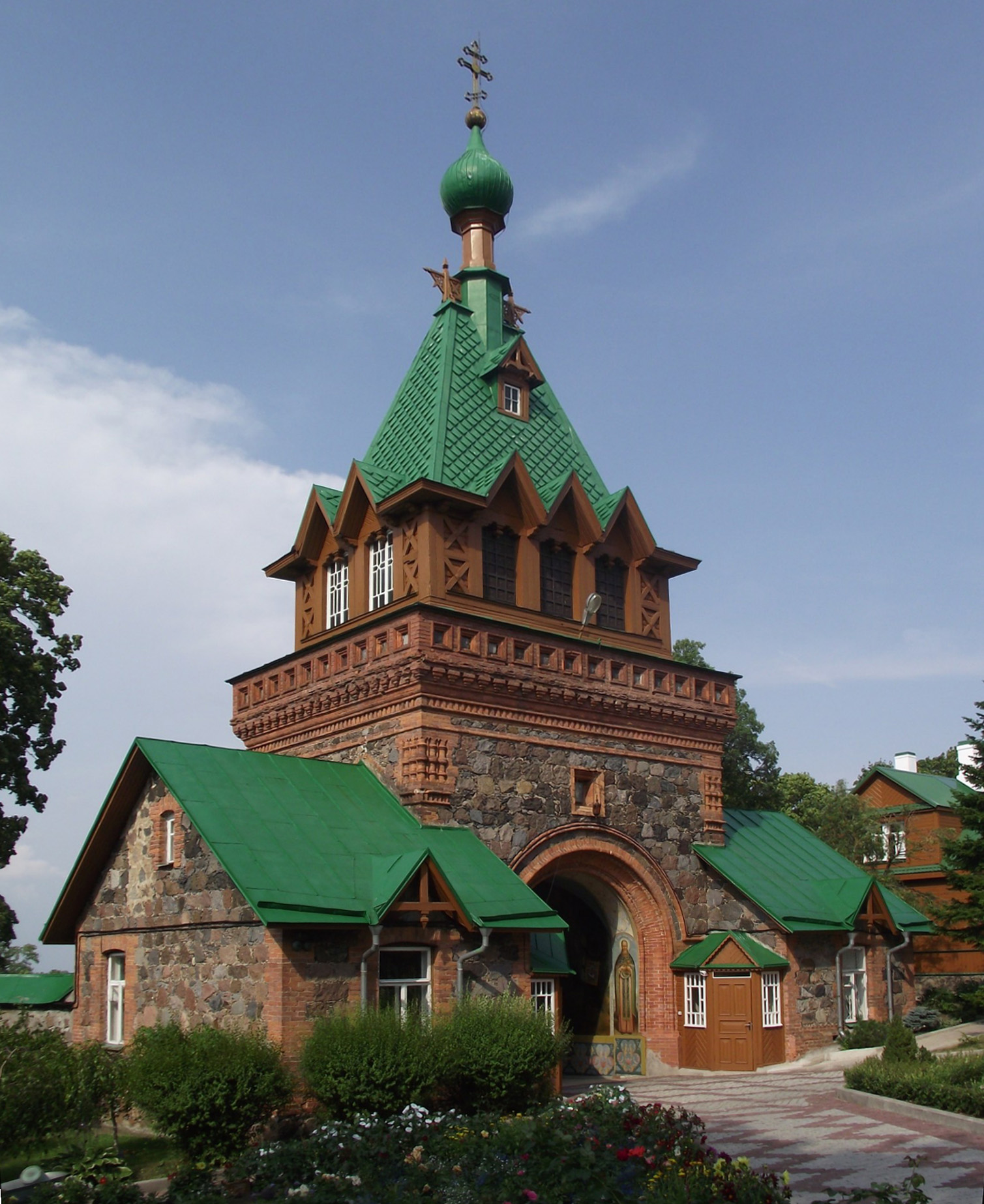
Пюхтицький Успенський жіночий монастир

З самого дня створення у складі Московської патріархії ЕПЦ МП її очолював митрополит Талліннський і всієї Естонії Корнілій (Якобс) — естонець за походженням, в'язень сталінських концтаборів. 27 травня 2009 Синод РПЦ призначив митрополиту Корнілію вікарного єпископа, яким став намісник Іоанно-Богословського Макарівського монастиря (Республіка Мордовія) архімандрит Лазар (Ґуркін). Через деякий час у складі ЕПЦ (МП) була виділена ще одна єпархія — Нарвська, де єпископ Лазар став правлячим архієреєм. 5 лютого 2017 року був хіротонісаний новий вікарій Талліннський — єпископ Маадурський Сергій (Теліх)
Після смерті у квітні 2018 року митрополита Корнілія, 5 травня того ж року новим предстоятелем Естонської Православної Церкви Московського Патріархату собор ЕПЦ МП обрав Євгенія (Решетнікова), який до цього був архієпископом Верейським, вікарієм патріарха Московського, ректором Московської духовної академії. 3 червня 2018 року патріарх Кирило затвердив рішення собору ЕПЦ МП та звів архієпископа Євгенія у сан митрополита.

### Предстоятелі
Митрополит Віленський і Литовський, Патріарший Екзарх Латвії та Естонії
- Сергій (Воскресенський) (24 лютого 1941 — 29 квітня 1944)

Архієпископ Таллінський і Естонський
- Павел (Дмитровський) (березень 1945 — 1 лютого 1946)

Єпископ Талліннський і Естонський
- Ісидор (Богоявленський) (22 червня 1947 — 18 грудня 1949)

Єпископ Талліннський, вікарій Ленінградської єпархії
- Роман (Танг) (16 квітня 1950 — 20 грудня 1955)

Єпископ Талліннський і Естонський
- Іван (Алексеєв) (25 грудня 1955 — 13 серпня 1961)

Митрополит Талліннський і Естонський
- Алексій (Рідіґер) (3 вересня 1961 года — 28 липня 1986 (за сумісництвом до 11 серпня 1992 року))

Єпископ Талліннський, вікарій Патріарха Московського й усієї Росії
- Корнилій (Якобс) (15 вересня 1990 — 11 серпня 1992)

Митрополит Талліннський і всієї Естонії
- Корнилій (Якобс) (11 серпня 1992 — 19 квітня 2018)
  - Лазар (Гуркін) (19 квітня 2018 — 3 червня 2018) — і/о предстоятеля, єп. Нарвський
- Євгеній (Решетніков) (з 3 червня 2018)

### Архієреї
- Євгеній (Решетніков) — митрополит Талліннський і всієї Естонії.
- Лазар (Гуркін) — єпископ Нарвський і Причудський.
- Сергій (Теліх) — єпископ Маардускій, вікарій Таллінської єпархії.

### Монастири і храми
- Катедральний собор — Олександра Невського собор.
- Катедральним собором Нарвської єпархії є Собор Воскресіння Христового в Нарві.
- Пюхтицький Успенський жіночий монастир (1891 р. заснування) — в даний час ставропігія.